# 埃玛·乔治
埃玛·乔治（英語：Emma George，1974年11月1日—），澳大利亚女子田径运动员。她曾代表澳大利亚参加1998年英联邦运动会田径比赛，获得一枚金牌。她也曾参加2000年夏季奥林匹克运动会。